# جوش ليني
جوش ليني (بالإنجليزية: Josh Lennie)‏ هو لاعب كرة قدم بريطاني في مركز حراسة المرمى، ولد في 23 مارس 1986 في أكسفورد في المملكة المتحدة. لعب مع إيه أف سي ويمبلدون ونادي برينتفورد.

## وصلات خارجية
- جوش ليني على موقع قاعدة بيانات كرة القدم.إي يو (الإنجليزية)
- جوش ليني على موقع Soccerbase.com (لاعب) (الإنجليزية)